# Thecla annulatus
Thecla annulatus är en fjärilsart som beskrevs av Gmelin 1788/91. Thecla annulatus ingår i släktet Thecla och familjen juvelvingar. Inga underarter finns listade i Catalogue of Life.